# 矮落芒草
矮落芒草（学名：Oryzopsis humilis）为禾本科落芒草属下的一个种。种加名 humilis 意为“低矮的”。